# La meva setmana extraordinària amb la Tess
La meva setmana extraordinària amb la Tess (originalment en neerlandès, Mijn bijzonder rare week met Tess) és una pel·lícula dramàtica germanoholandesa del 2019 dirigida per Steven Wouterlood. Està basat en el llibre homònim d'Anna Woltz. El juliol de 2019 va ser preseleccionada com una de les nou cintes que es disputaven per ser la candidatura neerlandesa per a l'Oscar a la millor pel·lícula de parla no anglesa a la 92a edició dels Premis de l'Acadèmia, però no va ser seleccionada. El 31 de juliol de 2020 es va estrenar el doblatge en català a les sales de cinema.

## Repartiment
- Sonny Coops Van Utteren com a Sam
- Josephine Arendsen com a Tess
- Tjebbo Gerritsma com al pare Sam
- Jennifer Hoffman com a la mareTess